# Делта IV
Делта IV е ракета-носител от фамилията Делта, разработена от Боинг. Делта IV има пет конфигурации: четири среднотоварни (Делта IV М) и една тежкотоварна (Делта IV Н). Основната цел на ракетата е да удовлетвори нуждите на военните на САЩ.

## Описание на ракетата
Ракетата се състои от четири основни компонента:
- твърдогоривни ускорители (бустери) (ТГБ): към ракетата могат да се прибавят 0, 2 или 4 (ТГБ). Те са Graphite-Epoxy Motor 60 – подобрена версия на ТГБ на някои версии на Делта II и на Делта III.
- първа степен: захранвана е от един двигател RS-68, чието гориво е течен водород и течен кислород.
- втора степен: захранвана е от един двигател RL-10B-2, подобно на предшествениците си и ползва същите горива като първата степен.
- товарен отсек: предлага се в два варианта – 4 метра в диаметър, заимстван от Делта III и чисто нов 5 метра в диаметър.

## Номенклатура
Инженерното име на вариантите на Делта IV се образува по следния начин:
- буквата М означава Medium (средна – среднотоварна) и означава наличието на една първа степен.
- буквата Н означава Heavy (тежка – тежкотоварна) и означава наличието на три първи степени, прикрепени една към друга.
- знакът + (плюс) означава наличие на твърдогоривни ускорители
- комбинациите 4,2, 5,2 и 5,4 показват диаметъра на товарния отсек в първата цифра и броя на твърдогоривните ускорители във втората цифра.

## Варианти
| Вариант           | Брой допълнителни ускорители | Полезен товар до НЗО (в килограми) | Полезен товар до ГТО (в килограми) |
| ----------------- | ---------------------------- | ---------------------------------- | ---------------------------------- |
| Делта IV М (4)    |                              | 8120                               | 4210                               |
| Делта IV М+ (4,2) | 2 х ТГБ GEM 60               | 10 430                             | 5845                               |
| Делта IV М+ (5,2) | 2 х ТГБ GEM 60               | 7980                               | 4640                               |
| Делта IV М+ (5,4) | 4 х ТГБ GEM 60               | 11 475                             | 6555                               |
| Делта IV Н        | 2 първи степени              | 23 040                             | 13 130                             |

## Полети

### Осъществени полети
| № | Дата             | Конфигурация     | Товар                                                    | Статут           | Забележки                                                                    |
| - | ---------------- | ---------------- | -------------------------------------------------------- | ---------------- | ---------------------------------------------------------------------------- |
| 1 | 20 ноември 2002  | Делта IV M+(4,2) | Eutelsat W5                                              | Успех            | Първи полет на Делта IV                                                      |
| 2 | 11 март 2003     | Делта IV M       | DSCS-3 A3 (USA 167)                                      | Успех            |                                                                              |
| 3 | 29 август 2003   | Делта IV M       | DSCS-3 B6 (USA 170)                                      | Успех            |                                                                              |
| 4 | 21 декември 2004 | Делта IV Н       | Demosat / 3CS 1 / 3CS 2                                  | Частичен неуспех | Ниска производителност на бустерите. Товарът е инжектиран в по-ниска орбита. |
| 5 | 24 май 2006      | Делта IV M+(4,2) | GOES 13 (N)                                              | Успех            |                                                                              |
| 6 | 28 юни 2006      | Делта IV M+(4,2) | Trumpet-F/O 1 ? (USA 184, NROL 22, SBIRS HEO-1, TWINS A) | Успех            | Първи полет на Делта IV от Западния бряг                                     |
| 7 | 4 ноември 2006   | Делта IV M       | DMSP-5D3 F17 (USA 191)                                   | Успех            | Втори полет от Западния бряг                                                 |
| 8 | 11 ноември 2007  | Делта IV Н       | DSP 23 (USA 197)                                         | Успех            |                                                                              |

### Планирани полети
За актуална информация относно планираните полети в близко бъдеще вижте Космически полети през 2008
| Дата           | Конфигурация      | Космодрум               | Товар       | Забележки                              |
| -------------- | ----------------- | ----------------------- | ----------- | -------------------------------------- |
| 25 юли 2008    | Делта IV Н        | ВВС база Кейп Каневерал | NROL-26     | Военен разузнавателен сателит          |
| 5 ноември 2008 | Делта IV М+ (4,2) | ВВС база Кейп Каневерал | GOES-O      | Метеорологичен сателит                 |
|                | Делта IV М (4)    | ВВС база Ванденберг     | NROL-25     | Военен разузнавателен сателит          |
|                | Делта IV М+ (5,2) | ВВС база Кейп Каневерал | WGS SV 3    | Военен сателит                         |
|                | Делта IV Н        | ВВС база Кейп Каневерал | NROL-32     | Военен разузнавателен сателит          |
| 1 април 2010   | Делта IV М+ (4,2) | ВВС база Кейп Каневерал | GOES-P      | Метеорологичен сателит                 |
|                | Делта IV Н        | ВВС база Кейп Каневерал | NROL-15     | Военен разузнавателен сателит          |
| 2014           | Делта IV          |                         | LISA        | Космическа научна обсерватория         |
|                | Делта IV М (4)    | ВВС база Кейп Каневерал | GPS-IIF-5   | Навигационен сателит                   |
|                | Делта IV М (4)    | ВВС база Кейп Каневерал | GPS-IIF-9   | Навигационен сателит                   |
|                | Делта IV М (4)    | ВВС база Кейп Каневерал | GPS-IIF-10  | Навигационен сателит                   |
|                | Делта IV М+ (4,2) | ВВС база Кейп Каневерал | SBIRS-GEO 3 | Военен сателит за ранно предупреждение |

## Галерия
- Версиите на Делта IV
- Изстрелване на Делта IV М
- Изстрелване на Делта IV М+ (4,2)
- Изстрелване на Делта IV Н